# Eastvale (Kalifornia)
Eastvale város az USA Kalifornia államában, Riverside megyében. Lakosainak száma 69 757 fő (2020. április 1.).

## Népesség
A település népességének változása:
| Lakosok száma | 53 668 | 64 147 | 69 757 |
|               | 2010   | 2019   | 2020   |